# Кудсия, Бано
Бано Кудсия известная также, как Бано Аапа (урду بانو قدسیہ‎‎; 28 ноября 1928, Фирозпур, Пенджаб, Британская Индия — 4 февраля 2017, Лахор, Пакистан) — пакистанская писательница, драматург, философ. Писала на языках урду и пенджаби.

## Биография
Родилась в семье специалиста в области сельского хозяйства. Окончила колледж, а в 1951 г. — филологическое отделение Государственного университетского колледжа Лахора, специализировалась на литературе урду.
Была замужем за Ашфаком Ахмедом, известным пакистанским писателем, драматургом и телеведущим.

## Творчество
Одна из ведущих пакистанских женщин-романистов и авторов коротких рассказов.
Ей принадлежит ряд романов, рассказов, повестей, биографий. Выступала также в качестве автора сценариев для телевидения и театральных пьес.
Роман Кудсии «Раджа Гидх» (урду راجه گدھ‎, «Король-стервятник», 1981) считается современной классикой урду.
Часть книг писательницы посвящёна вопросам философии, психологии, социологии, спиритизма и психологии.

## Избранные произведения
Драмы
- Chota Shehar Baray Log ISBN 9-69351-998-1
- Phir Achanak Youn Hua ISBN 9-69351-823-3
- Lagan Apni Apni ISBN 9-69351-533-1
- Aadhee Baat ISBN 9-69351-139-5
- Foot Paath Ki Ghaas ISBN 9-69351-086-0
- Aasay Paasay
- Tamaseel
- Hawa kay Naam
- Dusra Qadam
- Sidhran
- Suraj Mukhi
- Piya Nam ka Diya[1]

Романы
- Raja Gidh ISBN 9-69350-514-X
- Aik Din ISBN 9-69350-508-5
- Haasil Ghaat ISBN 9-69351-496-3
- Shehr-e-la’zawaal — Abaad Weeranay ISBN 9-69352-441-1
- Purwa
- Moom ki Galiyan
- Shehr-e-Bemisaal
- Tauba Shikan

Рассказы
- Hijraton Kay Darmiyan ISBN 9-69352-366-0
- Dast Bastaa ISBN 9-69351-324-X
- Aatish e Zeer Pa
- Amar Bail
- Dusra Darwaza
- Baz Gasht
- Na Qabil e Zikr
- Samaan e Wajood
- Tawaja ki Taalib
- Kuch Aur Nahi

Биографии
- Rah-e-Rawaan ISBN 9-69352-315-6
- Mard-e-Abresham

## Награды
- Sitaaraayi Imtiyaaz (Звезда совершенства) (1983)
- Hilal-i-Imtiaz (Полумесяц совершенства) (2010)
- Премия Пакистанской академии литературы — Kamal-e-Fun, за большой вклад в пакистанскую литературу (2012)[2].

Скончалась после продолжительной болезни.